# ITV London
Pour les articles homonymes, voir ITV.
ITV London est le nom de chaine employé par ITV plc pour le canal de diffusion de ITV1 dans la région de Londres.
La chaîne ITV London est créée le 28 octobre 2002 à la suite du rapprochement des chaînes des groupes Granada et Carlton autour d'une entité unique: ITV1. La franchise de ITV1 pour Londres et ses environs reste attribuée à deux radiodiffuseurs comme précédemment. Carlton Television (Thames jusqu'au 31 décembre 1992) occupe le créneau de la semaine (lundi 6h00 à vendredi 17h15), et London Weekend Television (LWT) celui du week-end (vendredi 17h15 à lundi 6h00). Les deux compagnies appartiennent à ITV plc et donc opèrent sous la même marque ITV1 plutôt que sous leurs propres noms légaux. D'ailleurs, les deux compagnies sont référencés par la Companies House (l'équivalent britannique du registre du commerce) en tant que Dormant Company (où sont inscrites les entreprises qui ont fermé ou dont les activités sont suspendues) ce qui aurait rendu peu probable l'emploi d'un des deux termes par ITV plc.
ITV London est la seule chaîne régionale d'ITV plc qui ne reçoit pas une identification visuelle locale.
Depuis mars 2004, ITN assure la production du programme d'information régionale de Londres à la place de LNN.
Depuis le 14 janvier 2013, la chaîne n'apparait plus sous le logo ITV1 mais sous le logo ITV, comme toutes les autres filiales régionales.